# Go Ara
Go Ara (고아라?, 高雅羅?, Go A-raLR, Ko AraMR; Jinju, 11 febbraio 1990) è un'attrice sudcoreana.

## Biografia
Go Ara nasce a Jinju, Gyeongsang Meridionale, Corea del Sud, l'11 febbraio 1990. Da piccola si sposta continuamente per la Corea perché il padre è un soldato. Durante le scuole medie, un amico le consiglia di sostenere l'audizione per la S.M. Entertainment e Go vince nel 2003 il concorso di moda per adolescenti organizzato dalla S.M. Entertainment. Dopo essersi unita all'agenzia, inizia ad allenarsi in recitazione, canto e ballo. Lo stesso anno viene scelta per interpretare la protagonista Lee Ok-rim nel drama coreano Ban-ollim 1, riprendendo il ruolo anche nel seguito del 2005 Ban-ollim 2.
A metterla in luce è il serial del 2006 Nun kkot, dove la sua rappresentazione di una figlia ribelle e ambiziosa le fa vincere diversi premi per la recitazione l'anno seguente. Nel 2008 recita in Nuguse-yo?, mentre nel 2009 nel dorama Kareinaru spy e Maenttang-e heading. Nel frattempo, Go debutta al cinema nel 2007 in Genghis Khan - Il grande conquistatore, seguito nel 2009 dalla co-produzione tra Giappone, Cina e Corea del Sud Subaru - Subaru. Nel 2011 ottiene il primo ruolo cinematografico in patria nel film Pacemaker, dove recita al fianco degli attori Kim Myung-min e Ahn Sung-ki. Per la pellicola del 2012 Papa mostra le sue doti di cantante, venendo nominata come "miglior nuova attrice" ai Baeksang Arts Awards, ai premi Daejong e ai Blue Dragon Film Awards.
Nel 2013, la popolarità di Go cresce ancora ritornando in televisione nel serial Eungdaphara 1994, al quale segue, l'anno successivo, Neohuideur-eun po-widwaetda al fianco di Lee Seung-gi.

## Filmografia

### Cinema
- Genghis Khan - Il grande conquistatore (蒼き狼 地果て海尽きるまで), regia di Shin'ichirō Sawai (2007)
- Subaru - Subaru (昴-スバル), regia di Lee Chi-ngai (2009)
- Pacemaker (페이스메이커), regia di Kim Dal-joong (2011)
- Papa (파파), regia di Han Ji-seung (2012)
- Myeongtamjeong Hong Gil-dong (명탐정 홍길동), regia di Jo Sung-hee (2015)
- Joseon maseulsa (조선마술사), regia di Kim Dae-seung (2015)

### Televisione
- Ban-ollim 1 (반올림1) – serie TV (2003)
- Ban-ollim 2 (반올림2) – serie TV (2005)
- Nun kkot (눈꽃) – serie TV (2006)
- Nuguse-yo? (누구세요?) – serie TV (2008)
- Kareinaru spy (華麗なるスパイ) – serie TV (2009)
- Maenttang-e heading (맨땅에 헤딩) – serie TV (2009)
- Eungdaphara 1994 (응답하라 1994) – serie TV (2013)
- Neohuideur-eun po-widwaetda (너희들은 포위됐다) – serie TV (2014)
- Producer (프로듀사) – serie TV, episodio 8 (2015)
- Eungdaphara 1988 (응답하라 1988) – serie TV, episodio 18 (2016)
- Hwarang (화랑) - serie TV (2016-2017)
- Black (블랙) - serie TV (2017)
- Do Do Sol Sol La La Sol  (도도솔솔라라솔) - serie TV (2020)
- Hospital Playlist (슬기로운 의사생활?, Seulgiro-un uisasaenghwalLR) – serie TV, episodi 1x05-1x06 (2020)

## Videografia
- 2004 – Hug, video musicale del brano dei TVXQ
- 2006 – La'Tale, video musicale del brano dei TVXQ
- 2008 – Innocent Blue, video musicale del brano di Mink
- 2011 – Before U Go, video musicale del brano dei TVXQ
- 2011 – Juliette (Japanese ver.), video musicale del brano degli SHINee
- 2015 – A Million Pieces, video musicale del brano di Kyuhyun

## Discografia

### Colonne sonore
- 2012 – Now (Papa)
- 2012 – Little Girl Dreams (Papa)
- 2013 – Start (Eungdaphara 1994)

## Riconoscimenti
| Anno | Premio                     | Categoria                                           | Opera nominata              | Risultato       |
| ---- | -------------------------- | --------------------------------------------------- | --------------------------- | --------------- |
| 2004 | KBS Drama Awards           | Miglior giovane attrice                             | Ban-ollim 1                 | Vincitore/trice |
| 2006 | SBS Drama Awards           | Premio nuova stella                                 | Nun kkot                    | Vincitore/trice |
| 2007 | Baeksang Arts Awards       | Miglior nuova attrice (TV)                          | Nun kkot                    | Vincitore/trice |
| 2007 | Mnet 20's Choice Awards    | Barbie Girl                                         |                             | Vincitore/trice |
| 2007 | André Kim Best Star Awards | Premio nuova stella                                 |                             | Vincitore/trice |
| 2008 |                            | Modella dell'anno                                   |                             | Vincitore/trice |
| 2008 | MBC Drama Awards           | Miglior nuova attrice                               | Nuguse-yo?                  | Candidato/a     |
| 2010 | Baeksang Arts Awards       | Attrice più popolare (TV)                           | Maenttang-e heading         | Candidato/a     |
| 2012 | Baeksang Arts Awards       | Miglior nuova attrice (Film)                        | Papa                        | Candidato/a     |
| 2012 | Buil Film Awards           | Miglior nuova attrice                               | Papa                        | Candidato/a     |
| 2012 | Grand Bell Awards          | Miglior nuova attrice                               | Pacemaker                   | Candidato/a     |
| 2012 | Blue Dragon Film Awards    | Miglior nuova attrice                               | Papa                        | Candidato/a     |
| 2014 | Baeksang Arts Awards       | Miglior attrice (TV)                                | Eungdaphara 1994            | Candidato/a     |
| 2014 | Baeksang Arts Awards       | Attrice più popolare (TV)                           | Eungdaphara 1994            | Candidato/a     |
| 2014 | Style Icon Awards          | Top 10 delle icone di stile                         |                             | Vincitore/trice |
| 2014 | APAN Star Awards           | Premio all'eccellenza, attrice in una miniserie     | Eungdaphara 1994            | Candidato/a     |
| 2014 | SBS Drama Awards           | Premio all'eccellenza, attrice in un drama speciale | Neohuideur-eun po-widwaetda | Candidato/a     |